# توني ديفيد
توني ديفيد (بالإنجليزية: Tony David)‏ هو لاعب دارت أسترالي، ولد في 11 سبتمبر 1967 في تاونسفيل في أستراليا.

## وصلات خارجية
- توني ديفيد على موقع DartsDatabase.co.uk (الإنجليزية)